# 2-й Ботанический проезд
Второ́й Ботани́ческий проезд — небольшая улица на севере Москвы в районе Свиблово Северо-Восточного административного округа между улицей Седова и Лазоревым проездом.
Назван в 1986 году по Ботанической улице (см. Первый Ботанический проезд) и по Главному ботаническому саду РАН, расположенному неподалёку. Ранее (с 1960 года) — Третий Ботанический проезд. Нумерация проездов упорядочена в 1986 году после реконструкции территории района.

## Расположение
Второй Ботанический проезд проходит с юга на север, начинается от Лазоревого проезда и идёт до улицы Седова.

## Примечательные места, здания и сооружения

### Здания
Всего зданий: 3; №№ 4, 6, 8.

### Учреждения и организации
- Дом 8, строение 1 — судебные приставы СВАО. Поздно вечером 15 февраля 2011 года в здании произошёл сильный пожар.[2]